# Parma Calcio 1913 2025-2026
Questa voce raccoglie le informazioni riguardanti il Parma Calcio 1913 nelle competizioni ufficiali della stagione 2025-2026.

## Stagione

### Prestagione e calciomercato estivo
Il Parma cambia guida tecnica, viene ufficializzato il nuovo tecnico Carlos Cuesta, più giovane allenatore di sempre nella storia della Serie A, in sostituzione di Cristian Chivu passato all'Inter.
Nel calciomercato estivo si segnala l'ingaggio di Christian Ordoñez mentre sul fronte cessioni sono degne di nota quella di Ange-Yoan Bonny all'Inter per 26 milioni di euro totali, o quella di Giovanni Leoni al Liverpool per 35 milioni, e gli addii a zero di Marcone, Osorio e Camara; non vengono invece riscattati Vogliacco e Cancellieri che fanno così ritorno alle loro squadre di appartenenza, rispettivamente Genoa e Lazio.

## Divise e sponsor
Il fornitore tecnico per la stagione 2025-2026 è Puma.
Gli sponsor di maglia sono i seguenti:
- Prometeon Tyre Group,[11] il cui brand Prometeon appare al centro delle divise come main sponsor.
- Admiral Sport,[11] il cui brand AdmiralBet.news appare al centro delle divise come second sponsor.
- Moby Lines,[12] il cui marchio appare sul retro sotto il numero di maglia.
- Crédit Agricole,[13] il cui brand appare sulla manica sinistra.

| Casa | Trasferta |

## Rosa
| N. |                      | Ruolo | Calciatore                 |
| -- | -------------------- | ----- | -------------------------- |
| 3  | Senegal (bandiera)   | D     | Abdoulaye Ndiaye           |
| 4  | Ungheria (bandiera)  | D     | Botond Balogh              |
| 5  | Argentina (bandiera) | D     | Lautaro Valenti            |
| 7  | Polonia (bandiera)   | A     | Adrian Benedyczak          |
| 8  | Argentina (bandiera) | C     | Nahuel Estévez             |
| 9  | Argentina (bandiera) | A     | Mateo Pellegrino           |
| 10 | Spagna (bandiera)    | C     | Adrián Bernabé             |
| 11 | Svezia (bandiera)    | C     | Pontus Almqvist            |
| 14 | Italia (bandiera)    | D     | Emanuele Valeri            |
| 15 | Italia (bandiera)    | D     | Enrico Delprato (capitano) |
| 16 | Belgio (bandiera)    | C     | Mandela Keita              |
| 17 | Svezia (bandiera)    | A     | Jacob Ondrejka             |
| 18 | Norvegia (bandiera)  | D     | Mathias Løvik              |
| 20 | Croazia (bandiera)   | A     | Matija Frigan              |

| N. |                                 | Ruolo | Calciatore         |
| -- | ------------------------------- | ----- | ------------------ |
| 21 | Francia (bandiera)              | A     | Antoine Joujou     |
| 22 | Danimarca (bandiera)            | A     | Oliver Sørensen    |
| 24 | Argentina (bandiera)            | C     | Christian Ordoñez  |
| 27 | Brasile (bandiera)              | C     | Hernani            |
| 30 | Bosnia ed Erzegovina (bandiera) | A     | Milan Đurić        |
| 31 | Giappone (bandiera)             | P     | Zion Suzuki        |
| 39 | Australia (bandiera)            | D     | Alessandro Circati |
| 40 | Italia (bandiera)               | P     | Edoardo Corvi      |
| 60 | Svezia (bandiera)               | D     | Peter Amoran       |
| 65 | Italia (bandiera)               | C     | Elia Plicco        |
| 66 | Italia (bandiera)               | P     | Filippo Rinaldi    |
| 77 | Lettonia (bandiera)             | A     | Dario Šits         |
|    | Argentina (bandiera)            | D     | Mariano Troilo     |

## Calciomercato

### Sessione estiva(dall'1/6 al 10/6 e dall'1/7 all'1/9)
| Acquisti         | Acquisti            | Acquisti        | Acquisti      |
| R.               | Nome                | da              | Modalità      |
| ---------------- | ------------------- | --------------- | ------------- |
| P                | Filippo Rinaldi     | Feralpisalò     | fine prestito |
| D                | Peter Amoran        | Perugia         | fine prestito |
| D                | Abdoulaye Ndiaye    | Troyes          | definitivo    |
| D                | Mariano Troilo      | Belgrano        | definitivo    |
| C                | Christian Ordoñez   | Vélez Sarsfield | definitivo    |
| C                | Oliver Sørensen     | Midtjylland     | definitivo    |
| A                | Tjaš Begić          | Frosinone       | fine prestito |
| A                | Matija Frigan       | Westerlo        | definitivo    |
| A                | Antoine Joujou      | Le Havre        | fine prestito |
| A                | Dario Šits          | Helmond Sport   | fine prestito |
| Altre operazioni |                     |                 |               |
| R.               | Nome                | da              | Modalità      |
| C                | Rachid Kouda        | Spezia          | fine prestito |
| A                | Giacomo Marconi     | Perugia         | fine prestito |
| A                | Daniel Mikołajewski | Zagłębie Lubin  | fine prestito |
| A                | Anthony Partipilo   | Frosinone       | fine prestito |

| Cessioni         | Cessioni             | Cessioni           | Cessioni      |
| R.               | Nome                 | a                  | Modalità      |
| ---------------- | -------------------- | ------------------ | ------------- |
| P                | Richard Marcone      |                    | svincolato    |
| D                | Antoine Hainaut      | Venezia            | definitivo    |
| D                | Giovanni Leoni       | Liverpool          | definitivo    |
| D                | Yordan Osorio        | Dep. La Guaira     | svincolato    |
| D                | Alessandro Vogliacco | Genoa              | fine prestito |
| C                | Drissa Camara        |                    | svincolato    |
| C                | Simon Sohm           | Fiorentina         | definitivo    |
| A                | Ange-Yoan Bonny      | Inter              | definitivo    |
| A                | Matteo Cancellieri   | Lazio              | fine prestito |
| A                | Dennis Man           | PSV                | definitivo    |
| A                | Valentin Mihăilă     | Çaykur Rizespor    | definitivo    |
| Altre operazioni |                      |                    |               |
| R.               | Nome                 | a                  | Modalità      |
| P                | Andrea Giardino      | Fidelis Andria     | prestito      |
| P                | Leonardo Taina       | Vigor Senigallia   | svincolato    |
| C                | Rachid Kouda         | Spezia             | prestito      |
| A                | Mateusz Kowalski     | Torreense          | prestito      |
| A                | Giacomo Marconi      | Dolomiti Bellunesi | definitivo    |
| A                | Anthony Partipilo    | Bari               | prestito      |
| A                | Alessio Raballo      | Torino             | fine prestito |

### Sessione invernale(dal 2/1 al 2/2)
| Acquisti         | Acquisti         | Acquisti         | Acquisti         |
| R.               | Nome             | da               | Modalità         |
| Altre operazioni | Altre operazioni | Altre operazioni | Altre operazioni |
| R.               | Nome             | da               | Modalità         |
| ---------------- | ---------------- | ---------------- | ---------------- |

| Cessioni         | Cessioni         | Cessioni         | Cessioni         |
| R.               | Nome             | a                | Modalità         |
| Altre operazioni | Altre operazioni | Altre operazioni | Altre operazioni |
| R.               | Nome             | a                | Modalità         |
| ---------------- | ---------------- | ---------------- | ---------------- |

## Risultati

### Serie A

#### Girone d'andata
| Torino 24 agosto 2025, ore 20:45 CEST 1ª giornata | Juventus | – referto | Parma | Allianz Stadium |

| Parma 30 agosto 2025, ore 18:30 CEST 2ª giornata | Parma | – referto | Atalanta | Stadio Ennio Tardini |

| Cagliari 13 settembre 2025, ore 15:00 CEST 3ª giornata | Cagliari | – referto | Parma | Unipol Domus |

| Cremona 21 settembre 2025, ore CEST 4ª giornata | Cremonese | – referto | Parma | Stadio Giovanni Zini |

| Parma 28 settembre 2025, ore CEST 5ª giornata | Parma | – referto | Torino | Stadio Ennio Tardini |

| Parma 5 ottobre 2025, ore CEST 6ª giornata | Parma | – referto | Lecce | Stadio Ennio Tardini |

| Genova 19 ottobre 2025, ore CEST 7ª giornata | Genoa | – referto | Parma | Stadio Luigi Ferraris |

| Parma 26 ottobre 2025, ore CET 8ª giornata | Parma | – referto | Como | Stadio Giuseppe Sinigaglia |

| Roma 29 ottobre 2025, ore CET 9ª giornata | Roma | – referto | Parma | Stadio Olimpico |

| Parma 2 novembre 2025, ore CET 10ª giornata | Parma | – referto | Bologna | Stadio Ennio Tardini |

| Parma 9 novembre 2025, ore CET 11ª giornata | Parma | – referto | Milan | Stadio Ennio Tardini |

| Verona 23 novembre 2025, ore CET 12ª giornata | Verona | – referto | Parma | Stadio Marcantonio Bentegodi |

| Parma 30 novembre 2025, ore CET 13ª giornata | Parma | – referto | Udinese | Stadio Ennio Tardini |

| Pisa 7 dicembre 2025, ore CET 14ª giornata | Pisa | – referto | Parma | Stadio Arena Garibaldi-Romeo Anconetani |

| Parma 14 dicembre 2025, ore CET 15ª giornata | Parma | – referto | Lazio | Stadio Ennio Tardini |

| Napoli 21 dicembre 2025, ore CET 16ª giornata | Napoli | – referto | Parma | Stadio Diego Armando Maradona |

| Parma 28 dicembre 2025, ore CET 17ª giornata | Parma | – referto | Fiorentina | Stadio Ennio Tardini |

| Reggio Emilia 3 gennaio 2026, ore CET 18ª giornata | Sassuolo | – referto | Parma | Mapei Stadium - Città del Tricolore |

| Parma 6 gennaio 2026, ore CET 19ª giornata | Parma | – referto | Inter | Stadio Ennio Tardini |

#### Girone di ritorno
| Lecce 11 gennaio 2026, ore CET 20ª giornata | Lecce | – referto | Parma | Stadio Via del Mare |

| Parma 18 gennaio 2026, ore CET 21ª giornata | Parma | – referto | Genoa | Stadio Ennio Tardini |

| Bergamo 25 gennaio 2026, ore CET 22ª giornata | Atalanta | – referto | Parma | Gewiss Stadium |

| Parma 1º febbraio 2026, ore CET 23ª giornata | Parma | – referto | Juventus | Stadio Ennio Tardini |

| Bologna 8 febbraio 2026, ore CET 24ª giornata | Bologna | – referto | Parma | Stadio Renato Dall'Ara |

| Parma 15 febbraio 2026, ore CET 25ª giornata | Parma | – referto | Verona | Stadio Ennio Tardini |

| Milano 22 febbraio 2026, ore CET 26ª giornata | Milan | – referto | Parma | Stadio Giuseppe Meazza |

| Parma 1º marzo 2026, ore CET 27ª giornata | Parma | – referto | Cagliari | Stadio Ennio Tardini |

| Firenze 8 marzo 2026, ore CET 28ª giornata | Fiorentina | – referto | Parma | Stadio Artemio Franchi |

| Torino 15 marzo 2026, ore CET 29ª giornata | Torino | – referto | Parma | Stadio Olimpico Grande Torino |

| Parma 22 marzo 2026, ore CET 30ª giornata | Parma | – referto | Cremonese | Stadio Ennio Tardini |

| Roma 4 aprile 2026, ore CEST 31ª giornata | Lazio | – referto | Parma | Stadio Olimpico |

| Parma 12 aprile 2026, ore CEST 32ª giornata | Parma | – referto | Napoli | Stadio Ennio Tardini |

| Udine 19 aprile 2026, ore CEST 33ª giornata | Udinese | – referto | Parma | Stadio Friuli |

| Parma 26 aprile 2026, ore CEST 34ª giornata | Parma | – referto | Pisa | Stadio Ennio Tardini |

| Milano 3 maggio 2026, ore CEST 35ª giornata | Inter | – referto | Parma | Stadio Giuseppe Meazza |

| Parma 10 maggio 2026, ore CEST 36ª giornata | Parma | – referto | Roma | Stadio Ennio Tardini |

| Como 17 maggio 2026, ore CEST 37ª giornata | Como | – referto | Parma | Stadio Giuseppe Sinigaglia |

| Parma 24 maggio 2026, ore CEST 38ª giornata | Parma | – referto | Sassuolo | Stadio Ennio Tardini |

### Coppa Italia

#### Turni eliminatori
| Arbitro: | Crezzini (Siena) |

|                     |           |  |
| Pellegrino 47’, 65’ | Marcatori |  |

| Parma 24 settembre 2025, ore CEST Sedicesimi | Parma | – |  | Stadio Ennio Tardini |

## Statistiche

### Statistiche di squadra
| Competizione | Punti | In casa | In casa | In casa | In casa | In casa | In casa | In trasferta | In trasferta | In trasferta | In trasferta | In trasferta | In trasferta | Totale | Totale | Totale | Totale | Totale | Totale | DR |
| Competizione | Punti | G       | V       | N       | P       | Gf      | Gs      | G            | V            | N            | P            | Gf           | Gs           | G      | V      | N      | P      | Gf     | Gs     | DR |
| ------------ | ----- | ------- | ------- | ------- | ------- | ------- | ------- | ------------ | ------------ | ------------ | ------------ | ------------ | ------------ | ------ | ------ | ------ | ------ | ------ | ------ | -- |
| Serie A      |       |         |         |         |         |         |         |              |              |              |              |              |              |        |        |        |        |        |        |    |
| Coppa Italia | -     | 1       | 1       | 0       | 0       | 2       | 0       |              |              |              |              |              |              | 1      | 1      | 0      | 0      | 2      | 0      | +2 |
| Totale       |       | 1       | 1       | 0       | 0       | 2       | 0       |              |              |              |              |              |              | 1      | 1      | 0      | 0      | 2      | 0      | +2 |

### Andamento in campionato
| Giornata  | 1 | 2 | 3 | 4 | 5 | 6 | 7 | 8 | 9 | 10 | 11 | 12 | 13 | 14 | 15 | 16 | 17 | 18 | 19 | 20 | 21 | 22 | 23 | 24 | 25 | 26 | 27 | 28 | 29 | 30 | 31 | 32 | 33 | 34 | 35 | 36 | 37 | 38 |
| --------- | - | - | - | - | - | - | - | - | - | -- | -- | -- | -- | -- | -- | -- | -- | -- | -- | -- | -- | -- | -- | -- | -- | -- | -- | -- | -- | -- | -- | -- | -- | -- | -- | -- | -- | -- |
| Luogo     | T | C | T | T | C | C | T | C | T | C  | C  | T  | C  | T  | C  | T  | C  | T  | C  | T  | C  | T  | C  | T  | C  | T  | C  | T  | T  | C  | T  | C  | T  | C  | T  | C  | T  | C  |
| Risultato |   |   |   |   |   |   |   |   |   |    |    |    |    |    |    |    |    |    |    |    |    |    |    |    |    |    |    |    |    |    |    |    |    |    |    |    |    |    |
| Posizione |   |   |   |   |   |   |   |   |   |    |    |    |    |    |    |    |    |    |    |    |    |    |    |    |    |    |    |    |    |    |    |    |    |    |    |    |    |    |

Fonte:  Serie A TIM – Classifica, su legaseriea.it, Lega Serie A.
Legenda:

Luogo: C = Casa; T = Trasferta. Risultato: V = Vittoria; N = Pareggio; P = Sconfitta.

### Statistiche dei giocatori
Sono in corsivo i calciatori che hanno lasciato la società a stagione in corso.
| Giocatore     | Serie A  | Serie A | Serie A     | Serie A    | Coppa Italia | Coppa Italia | Coppa Italia | Coppa Italia | Totale   | Totale | Totale      | Totale     |
| Giocatore     | Presenze | Reti    | Ammonizioni | Espulsioni | Presenze     | Reti         | Ammonizioni  | Espulsioni   | Presenze | Reti   | Ammonizioni | Espulsioni |
| ------------- | -------- | ------- | ----------- | ---------- | ------------ | ------------ | ------------ | ------------ | -------- | ------ | ----------- | ---------- |
| P. Almqvist   | 0        | 0       | 0           | 0          | 1            | 0            | 0            | 0            | 1        | 0      | 0           | 0          |
| A. Benedyczak | 0        | 0       | 0           | 0          | 1            | 0            | 0            | 0            | 1        | 0      | 0           | 0          |
| A. Bernabé    | 0        | 0       | 0           | 0          | 1            | 0            | 1            | 0            | 1        | 0      | 1           | 0          |
| A. Circati    | 0        | 0       | 0           | 0          | 1            | 0            | 0            | 0            | 1        | 0      | 0           | 0          |
| E. Delprato   | 0        | 0       | 0           | 0          | 1            | 0            | 0            | 0            | 1        | 0      | 0           | 0          |
| N. Estévez    | 0        | 0       | 0           | 0          | 1            | 0            | 0            | 0            | 1        | 0      | 0           | 0          |
| M. Frigan     | 0        | 0       | 0           | 0          | 1            | 0            | 0            | 0            | 1        | 0      | 0           | 0          |
| M. Keita      | 0        | 0       | 0           | 0          | 1            | 0            | 1            | 0            | 1        | 0      | 1           | 0          |
| M. Løvik      | 0        | 0       | 0           | 0          | 1            | 0            | 0            | 0            | 1        | 0      | 0           | 0          |
| C. Ordoñez    | 0        | 0       | 0           | 0          | 1            | 0            | 0            | 0            | 1        | 0      | 0           | 0          |
| M. Pellegrino | 0        | 0       | 0           | 0          | 1            | 2            | 0            | 0            | 1        | 2      | 0           | 0          |
| E. Plicco     | 0        | 0       | 0           | 0          | 1            | 0            | 0            | 0            | 1        | 0      | 0           | 0          |
| O. Sørensen   | 0        | 0       | 0           | 0          | 1            | 0            | 0            | 0            | 1        | 0      | 0           | 0          |
| Z. Suzuki     | 0        | 0       | 0           | 0          | 1            | -0           | 0            | 0            | 1        | 0      | 0           | 0          |
| L. Valenti    | 0        | 0       | 0           | 0          | 1            | 0            | 0            | 0            | 1        | 0      | 0           | 0          |
| E. Valeri     | 0        | 0       | 0           | 0          | 1            | 0            | 0            | 0            | 1        | 0      | 0           | 0          |